# Mangelia
Mangelia är ett släkte av snäckor som beskrevs av Risso 1826. Enligt Catalogue of Life ingår Mangelia i familjen kägelsnäckor, men enligt Dyntaxa är tillhörigheten istället familjen Turridae.

## Bildgalleri

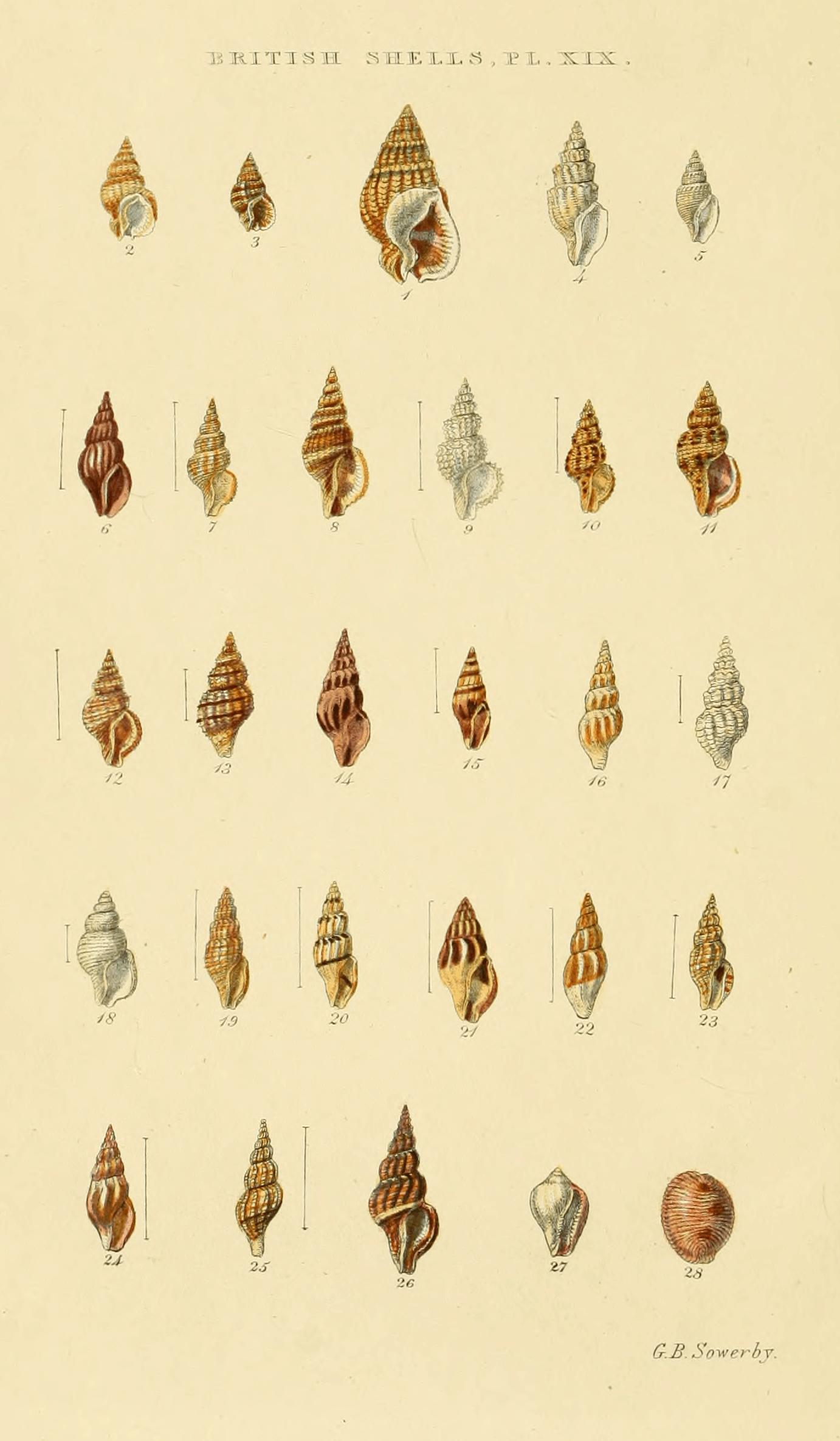
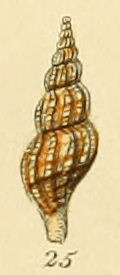
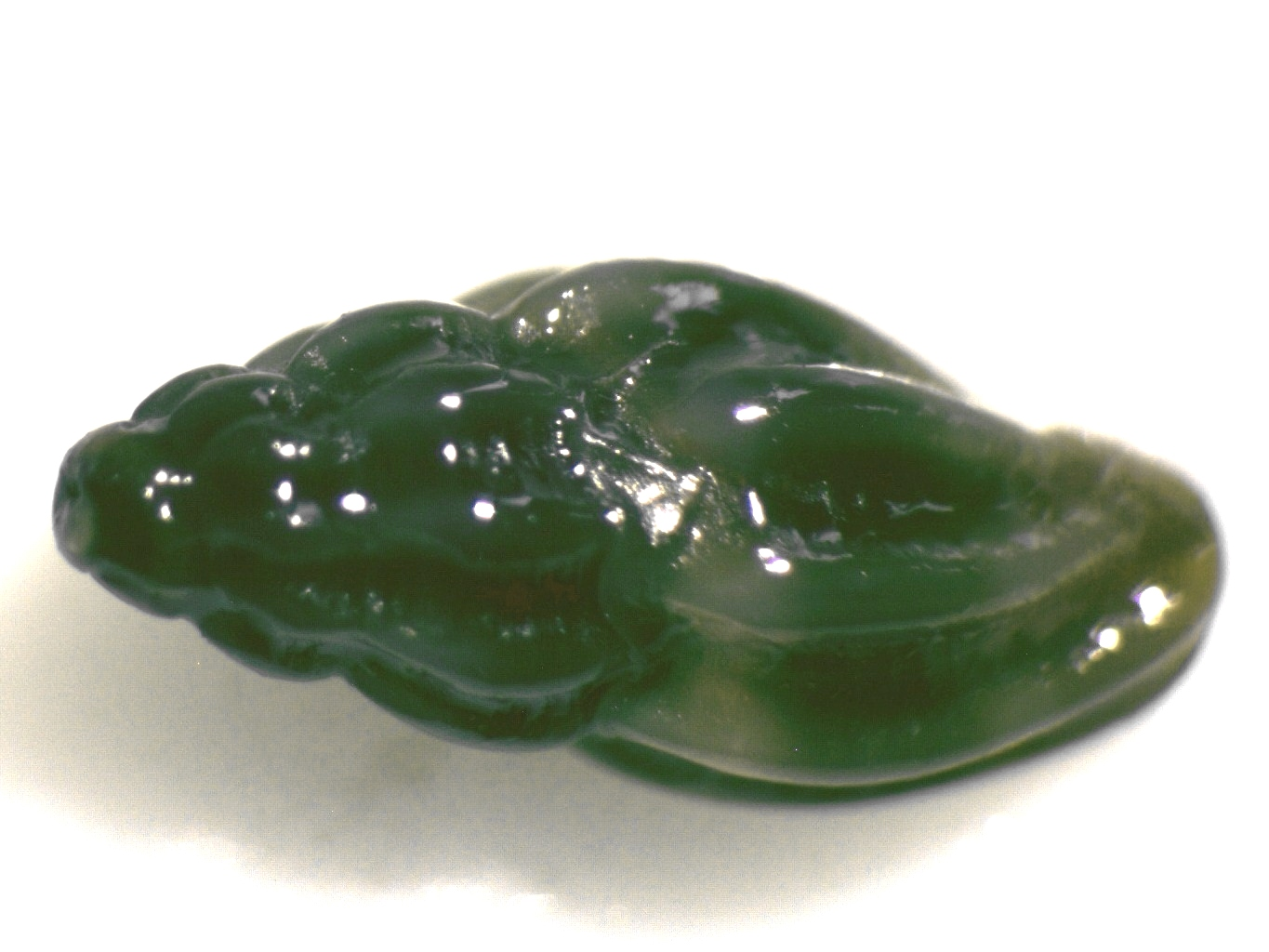
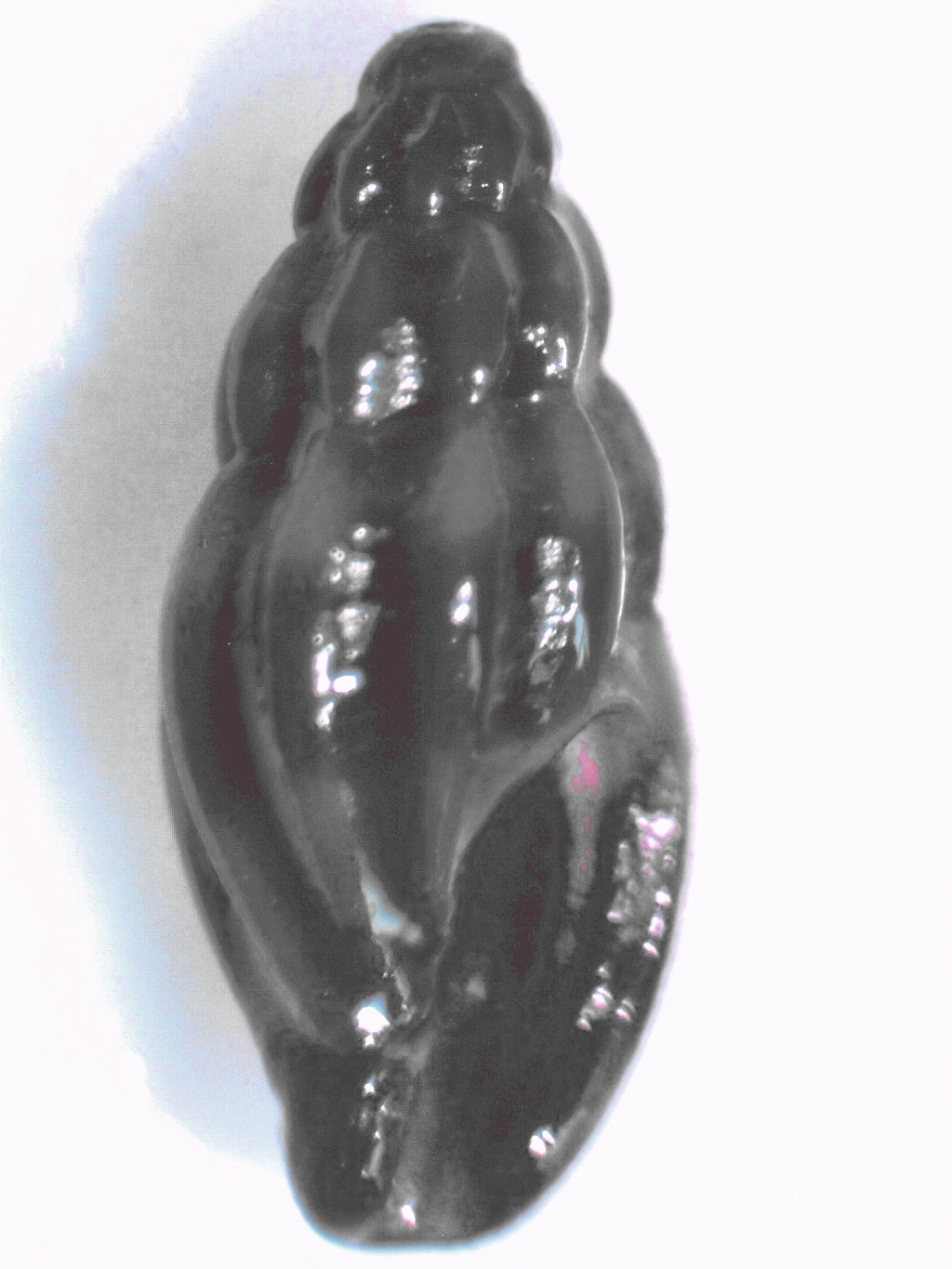
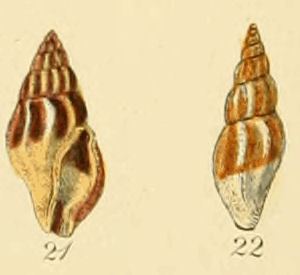
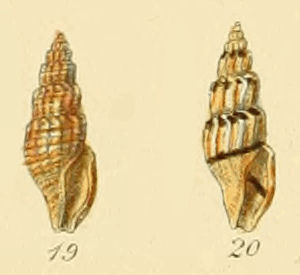

## Dottertaxa tillMangelia, i alfabetisk ordning[1][2]
- Mangelia acloneta
- Mangelia acrocarinata
- Mangelia aculea
- Mangelia alcippe
- Mangelia aleutica
- Mangelia althorpi
- Mangelia amatula
- Mangelia areia
- Mangelia astricta
- Mangelia atonia
- Mangelia attenuata
- Mangelia bandella
- Mangelia bartletti
- Mangelia biconica
- Mangelia brachystoma
- Mangelia branneri
- Mangelia carlottae
- Mangelia cerina
- Mangelia ceroplasta
- Mangelia cesta
- Mangelia cetolaca
- Mangelia chasmata
- Mangelia christina
- Mangelia coarctata
- Mangelia constricta
- Mangelia cratera
- Mangelia crossata
- Mangelia cryera
- Mangelia crystallina
- Mangelia dalli
- Mangelia densilineata
- Mangelia elusiva
- Mangelia eriopis
- Mangelia eriphyle
- Mangelia evadne
- Mangelia exsculpta
- Mangelia granitica
- Mangelia hexagona
- Mangelia hooveri
- Mangelia ipara
- Mangelia ischna
- Mangelia janira
- Mangelia lastica
- Mangelia leuca
- Mangelia loraeformis
- Mangelia louisa
- Mangelia macra
- Mangelia melantica
- Mangelia merita
- Mangelia monocingulata
- Mangelia munivakensis
- Mangelia nebula
- Mangelia nuperrima
- Mangelia oldroydi
- Mangelia painei
- Mangelia pelagica
- Mangelia perattenuata
- Mangelia percompacta
- Mangelia philodice
- Mangelia plicosa
- Mangelia pomara
- Mangelia pourtalesii
- Mangelia powisiana
- Mangelia quadrata
- Mangelia quadriseriata
- Mangelia rhabdea
- Mangelia rugirima
- Mangelia rugulosa
- Mangelia sagena
- Mangelia scipio
- Mangelia sculpturata
- Mangelia sericifila
- Mangelia smithii
- Mangelia stellata
- Mangelia striosa
- Mangelia strongyla
- Mangelia subcircularis
- Mangelia subsida
- Mangelia tachnodes
- Mangelia toreumata
- Mangelia variegata
- Mangelia verdensis
- Mangelia victoriana